# Kufstein-Langkampfen Airport
Kufstein-Langkampfen Airport (tyska: Flugplatz Kufstein-Langkampfen) är en flygplats i Österrike.   Den ligger i distriktet Kufstein och förbundslandet Tyrolen, i den centrala delen av landet, 300 km väster om huvudstaden Wien. Kufstein-Langkampfen Airport ligger 481 meter över havet.
Terrängen runt Kufstein-Langkampfen Airport är kuperad söderut, men norrut är den bergig. Kufstein-Langkampfen Airport ligger nere i en dal. Närmaste större samhälle är Kufstein, 3,7 km nordost om Kufstein-Langkampfen Airport. 
I omgivningarna runt Kufstein-Langkampfen Airport växer i huvudsak blandskog. Runt Kufstein-Langkampfen Airport är det ganska tätbefolkat, med 100 invånare per kvadratkilometer.